# Jacques Briard
Pour les articles homonymes, voir Briard.
Jacques Briard, né le 7 novembre 1933 à Saint-Malo et mort le 14 juin 2002 à Chantepie (Ille-et-Vilaine), est un archéologue et préhistorien français, spécialiste du Néolithique et de l'Âge du bronze européens, ainsi que de la Préhistoire de la Bretagne.

## Biographie
Après des études universitaires en sciences naturelles à l'université de Rennes, où il se lie d'amitié avec Yves Coppens, Jacques Briard rejoint le petit groupe d'étudiants qui s'est agrégé autour de Pierre-Roland Giot, créateur de l'archéologie armoricaine moderne. En 1955, il entre au Centre national de la recherche scientifique comme archéologue stagiaire. En 1966, il soutient une thèse sur les dépôts bretons de l'Âge du Bronze, qui annonce ses travaux futurs.
Jacques Briard est mort le 14 juin 2002.

## Travaux
Les nombreux chantiers de fouilles en Bretagne auxquels Jacques Briard a participé, d'abord sous l'autorité de Pierre-Roland Giot puis sous sa propre direction, vont progressivement faire de lui un des grands spécialistes de l’Âge du bronze en Europe, connu pour ses nombreuses publications scientifiques mais également pour son œuvre de vulgarisation. On lui doit en particulier la fouille complémentaire de la tombe princière du tumulus de Kernonen à Plouvorn, une étude méthodique des nécropoles des Monts d'Arrée et plusieurs fouilles de grands dépôts de haches en bronze (Languenan, Plestin-les-Grèves, Hénon, Riec-sur-Belon). En collaboration avec Jean-René Bourhis, il développe un programme d'études paléométallurgiques des bronzes qui deviendra une référence européenne. En parallèle, il s'intéresse au mégalithisme et reprend les fouilles de plusieurs monuments du vaste complexe mégalithique de Saint-Just.

## Carrière
De 1986 jusqu'à sa retraite en 1998, Jacques Briard dirige le laboratoire d'Anthropologie de l'université de Rennes, fondé par Pierre-Roland Giot.

## Organismes et associations
Jacques Briard a été président de la Société préhistorique française par deux fois. Il a été expert auprès du Ministre de la Culture pour l'Âge du bronze.
Très attaché à la culture bretonne, il a été un des premiers membres de l'Institut culturel de Bretagne, où il fut le fondateur et président de la section archéologie-préhistoire et créateur de la collection éditoriale Patrimoine archéologique de Bretagne. Il a notamment collaboré aux publications d’Ar Falz (la Faucille / École bretonne).

## Distinctions et honneurs
Jacques Briard a été lauréat du Prix de la culture scientifique et technique en 1998, décoré de l'ordre de l'Hermine en 1995 et titulaire de la médaille de la ville de Rennes.
Jacques Briard était :
- Chevalier de l'ordre national du Mérite
- Croix de la Valeur militaire
- Croix du combattant

## Hommages
La « promenade Jacques Briard » est située quartier Beauregard, à Rennes.

## Publications
Jacques Briard a écrit plus de 400 articles scientifiques et il est l'auteur d'une dizaine d'ouvrages de synthèse destinés à un plus large public.
- La Préhistoire en Brocéliande, J.-P. Gisserot (Guide)
- Carnac, lands of megaliths J.-P., Gisserot (Guide)
- avec M. Gautier, La Préhistoire de la Bretagne vue du ciel, J.-P. Gisserot (Étude, En France)
- Les Cercles de pierres préhistoriques en Europe (Étude, Hesperides, Errance)
- L'Âge du bronze en Europe. 2000-800 av. J.-C. (Étude, Hesperides, Errance)
- L'Âge du bronze en Europe, économie et société 2000-800 avant J.C. (Étude, Hesperides, Errance)
- Préhistoire de l'Europe des origines à l'âge du fer (Étude, Poche Histoire, J.-P. Gisserot)
- Les Mégalithes (Étude, poche, J.-P. Gisserot)
- avec M. Gautier et G. Leroux,Les Mégalithes de Saint-Just, J.-P. Gisserot, 1993 (Étude, poche, )
- Carnac, terre des mégalithes, J.-P. Gisserot, 1993  (Guide)
- Les Représentations humaines du Néolithique à l'âge du fer Jacques Briard & Alain Duval (Actes, Comité des travaux historiques et scientifiques, janvier 1993)
- La Préhistoire de l'Europe, J.-P. Gisserot, 1995 (Étude, Bien connaître)
- La Protohistoire de Bretagne et d'Armorique, Universels Gisserot, J.-P. Gisserot) (Étude)
- Néolithique de la France, Poterie et civilisations T1 (Étude, Hesperides, Errance)
- Chalcolithique et âge du bronze en France, Poterie et civilisations T2 (Étude, Hesperides, Errance)
- Dolmens et menhirs de Bretagne, J.-P. Gisserot (Étude)
- Les Tumulus d'Armorique, L'Age du bronze en France T3 Jacques Briard et Yvan Onnée (Étude, Picard)
- Les Mégalithes de l'Europe atlantique, architecture et art funéraire (5000-2000 avant J.-C.) (Étude, Hesperides, Errance)
- Les Mégalithes du département d'Ille et Vilaine Jacques Briard, Loïc Langouët, Yvan Onnee (Étude, Institut Culturel De Bretagne)
- Barnenez (Étude, J.-P. Gisserot)
- Protohistoire de la Bretagne Jacques Briard, Pierre-Roland Giot et Louis Pape (Étude, Ouest France)
- Mythes et symboles de l'Europe préceltique, les religions de l'âge du bronze (2500-800 av. J.-C.) (Étude, Hesperides, Errance)
- Jacques Briard (Illustrations de Nicolas Fediaevsky), Mégalithes de Bretagne, Rennes, Ouest-France, 1987, 136 p. (ISBN 978-2-7373-0119-3)
- Les Mégalithes, ésotérisme et réalité, éditions Jean-Paul Gisserot, 1997, 127 p.